# Parti de la révolution socialiste
Le Parti de la Révolution socialiste est un parti clandestin de l'opposition, en Algérie. Fondé en 1962, par Mohamed Boudiaf, sa création fait suite à la Crise de l'été 1962. Les membres du parti sont majoritairement issus du FLN de la Wilaya de Constantine et de la diaspora algérienne. Il fut interdit par le pouvoir peu de temps après sa création, Mohamed Boudiaf et les principaux dirigeants étant emprisonnés.
En 1965, le PRS installe son siège en France. Le parti sera dissous à la mort de Houari Boumédiène, en 1979, par son fondateur.

## Origines
À la veille du déclenchement de l'insurrection du 1er novembre 1954, ceux qui seront les futurs dirigeants du FLN se disputent déjà sur la division du territoire en 6 entités dirigées par 6 chefs. Ces querelles se traduisent après la guerre d'indépendance par un éclatement des tendances de façon parfois violente. 
Cet état de faits se cristallise autour de trois grands courants : celui de Benyoussef Benkhadda, président du GPRA, de Houari Boumédiène, chef de l'état major de l'ALN des frontières, et de Ben Bella, premier président de la république. C'est la lutte pour la "légitimité historique" qui pousse ces courants à se déchirer.
En 1964, une fusion entre Front des forces socialistes (FFS) et le PRS est envisagée. Les deux partis forment le Comité national de défense de la révolution (CNDR).

## Dissolution
À la mort de Houari Boumédiène, le parti perd sa raison d'être. Mohamed Boudiaf, son fondateur, décide de le dissoudre. Il créera par la suite un autre parti : Le Rassemblement patriotique national (RPN). Tombé en désuétude, ce parti sera relancé par son fils, Nacer Boudiaf, en 2011.